# Anna słupska
Anna słupska (ur. najp. 1418, zm. w okr. 1484–1488) – córka Bogusława VIII, księcia stargardzkiego i słupskiego oraz Zofii holsztyńskiej. 
Księżniczka Anna była prawdopodobnie ksienią w klasztorze cysterek w Koszalinie (1475–1488). Imię Anny zostało wówczas wymienione w dokumencie z 17 marca 1484. Współczesna genealogia skłania się do uznania, że była nią Anna, córka Bogusława VIII (E. Rymar), która miała m.in. przekazać złotą płytę dla klasztoru kartuzów pod Darłowem w 1451. 
We wczesnych latach (ok. 1431) życia była przypuszczalnie kandydatką na żonę Świdrygiełły, syna Olgierda, wielkiego księcia litewskiego i Julianny twerskiej. Do mariażu nie doszło, z uwagi na przejście jej brata Bogusława IX do obozu polskiego w wojnie polsko-krzyżackiej. 
Zmarłą w okresie 1484–1488, zapewne pochowano w koszalińskim klasztorze cysterek.

## Genealogia
| Bogusław V ur. w okr. 1317–1318 zm. w okr. 3 II–24 IV 1374 | Bogusław V ur. w okr. 1317–1318 zm. w okr. 3 II–24 IV 1374 |                                                               |                                                               | Adelajda Welf ur. ok. 1341 zm. być może 5 II 1407 | Adelajda Welf ur. ok. 1341 zm. być może 5 II 1407 |  |  | Henryk Żelazny ur. ? zm. ? | Henryk Żelazny ur. ? zm. ? |                                                                |                                                                | Ingeborga ur. ? zm. ? | Ingeborga ur. ? zm. ? |
|                                                            |                                                            |                                                               |                                                               |                                                   |                                                   |  |  |                            |                            |                                                                |                                                                |                       |                       |
|                                                            |                                                            |                                                               |                                                               |                                                   |                                                   |  |  |                            |                            |                                                                |                                                                |                       |                       |
|                                                            |                                                            | Bogusław VIII ur. w okr. 1363–1364, najp. 1368 zm. 11 II 1418 | Bogusław VIII ur. w okr. 1363–1364, najp. 1368 zm. 11 II 1418 |                                                   |                                                   |  |  |                            |                            | Zofia holsztyńska ur. po 1360, najwcz. ok. 1370 zm. 24 IX 1448 | Zofia holsztyńska ur. po 1360, najwcz. ok. 1370 zm. 24 IX 1448 |                       |                       |
|                                                            |                                                            |                                                               |                                                               |                                                   |                                                   |  |  |                            |                            |                                                                |                                                                |                       |                       |
|                                                            |                                                            |                                                               |                                                               |                                                   |                                                   |  |  |                            |                            |                                                                |                                                                |                       |                       |
|                                                            |                                                            |                                                               |                                                               |                                                   |                                                   |  |  |                            |                            |                                                                |                                                                |                       |                       |

|  |  |  |  | Anna słupska (ur. najp. 1418, zm. w okr. 1484–1488) |